# Parker Posey
Parker Christian Posey (Baltimore, Maryland, 1968. november 8. –) amerikai színésznő, énekesnő.

## Élete
Baltimore-ban született egy autókereskedés tulajdonosának lányaként, aki egy Chevrolet-modell, a Suzy Parker után nevezte el lányát. 12 évesen (1980) szüleivel Mississippibe költöztek, és a North Carolina School for the Arts hallgatója lett. Az érettségi után a SUNY Purchase hallgatója lett, de három héttel a diploma kézhezvétele előtt otthagyta az iskolát, amikor az As The World Turns című CBS tévéjátékban kapott szerepet.
Első jelentős szerepét 1993-ban kapta meg a Tökéletlen idők című filmben. Az 1990-es évek vége felé sok filmben szerepelt, többek között Menekülés az életbe (2002), Irodai lányok (1997), Ez ám a buli! (1995), és Jackie őrült szenvedélye (1997) filmekben. Mozifilmekben is feltűnt, például, Sikoly 3. (2000), A szerelem hálójában (1998), Josie és a vadmacskák (2001), Válótársak (2004), és a Penge – Szentháromság (2004). A Superman visszatér (2006) is volt egy kis szerepe, Kitty Kowalskit, Lex Luthor asszisztensét játszotta.

## Filmográfia

### Film
| Év   | Magyar cím                 | Eredeti cím                     | Szerep             | Magyar hangja       |
| ---- | -------------------------- | ------------------------------- | ------------------ | ------------------- |
| 1993 |                            | Joey Breaker                    | Irene Kildare      |                     |
| 1993 | Tökéletlen idők            | Dazed and Confused              | Darla Marks        | Zsigmond Tamara     |
| 1993 | Tökéletlen idők            | Dazed and Confused              | Darla Marks        | Bogdányi Titanilla  |
| 1993 | Csúcsfejek                 | Coneheads                       | Stephanie          |                     |
| 1993 |                            | Description of a Struggle       | Wanda              |                     |
| 1994 | Gyilkosság szexhívásra     | Dead Connection                 | Denise             | Madarász Éva        |
| 1994 |                            | Sleep with Me                   | Athena             |                     |
| 1994 | Amatőr                     | Amateur                         | földönfutó lány    |                     |
| 1994 | Segítség, karácsony!       | Mixed Nuts                      | görkorcsolyázó     |                     |
| 1995 | Elátkozott generáció       | The Doom Generation             | Brandi             |                     |
| 1995 | Ez ám a buli!              | Party Girl                      | Mary               | Csondor Kata        |
| 1995 | Piások                     | Drunks                          | Debbie             |                     |
| 1995 |                            | Frisk                           | Ferguson           |                     |
| 1995 | Flört                      | Flirt                           | Emily              | Kiss Eszter         |
| 1995 | Seggünkön az élet          | Kicking and Screaming           | Miami              | Orosz Helga         |
| 1996 | Kiruccanók                 | The Daytrippers                 | Jo Malone          | Kisfalvi Krisztina  |
| 1996 | A graffiti királya         | Basquiat                        | Mary Boone         |                     |
| 1996 | Guffmanre várva            | Waiting for Guffman             | Libby Mae Brown    | Kiss Virág          |
| 1996 | Naplopók                   | SubUrbia                        | Erica              | Györgyi Anna        |
| 1997 | Jackie O őrült szenvedélye | The House of Yes                | Jackie-O Pascal    | Tóth Enikő          |
| 1997 | Jackie O őrült szenvedélye | The House of Yes                | Jackie-O Pascal    | Gáspár Kata         |
| 1997 | Irodai lányok              | Clockwatchers                   | Margaret Burre     | Solecki Janka       |
| 1997 | Henry Fool                 | Henry Fool                      | Fay Grim           | Majsai-Nyilas Tünde |
| 1997 |                            | Dinner at Fred's                | Celia              |                     |
| 1998 | Perlekedő szerelem         | What Rats Won't Do              | Mirella            | Solecki Janka       |
| 1998 | A szerelem filozófiája     | The Misadventures of Margaret   | Margaret Nathan    | Bertalan Ágnes      |
| 1998 | A szerelem hálójában       | You've Got Mail                 | Patricia Eden      | Prókai Annamária    |
| 1999 |                            | The Venice Project              | Myra               |                     |
| 2000 | Sikoly 3.                  | Scream 3                        | Jennifer Jolie     | Zakariás Éva        |
| 2000 | Nem kutya                  | Best in Show                    | Meg Swan           |                     |
| 2001 | Josie és a vadmacskák      | Josie and the Pussycats         | Fiona              |                     |
| 2001 | Jóban-rosszban             | The Anniversary Party           | Judy Adams         | Varga Klára         |
| 2002 | Menekülés az életbe        | Personal Velocity               | Greta              |                     |
| 2002 | Édes kis semmiség          | The Sweetest Thing              | Judy Webb          | Németh Kriszta      |
| 2003 |                            | The Event                       | Nick               |                     |
| 2003 | Egy húron                  | A Mighty Wind                   | Sissy Knox         | Pikali Gerda        |
| 2004 | Válótársak                 | Laws of Attraction              | Serena             | Nemes Takách Kata   |
| 2004 | Penge – Szentháromság      | Blade: Trinity                  | Danica Talos       | Németh Kriszta      |
| 2005 |                            | Adam & Steve                    | Rhonda             |                     |
| 2006 | Óh, óh Ohio                | The OH in Ohio                  | Priscilla          | Németh Kriszta      |
| 2006 | Superman visszatér         | Superman Returns                | Kitty Kowalski     | Kéri Kitty          |
| 2006 | Oscar - vágy               | For Your Consideration          | Callie Webb        |                     |
| 2006 | Fay Grim                   | Fay Grim                        | Fay Grim           | Németh Kriszta      |
| 2007 | Tört angolsággal           | Broken English                  | Nora Wilder        | Solecki Janka       |
| 2008 | A szem                     | The Eye                         | Helen Wells        | Németh Kriszta      |
| 2008 | Vakáció a szigeten         | Spring Breakdown                | Becky              | Pikali Gerda        |
| 2009 |                            | Happy Tears                     | Jayne              |                     |
| 2011 |                            | Inside Out                      | Claire             |                     |
| 2011 |                            | Sunny Side Up                   | Angelica Lovecraft |                     |
| 2012 | Mindennek ára van          | Price Check                     | Susan Felders      | Németh Borbála      |
| 2013 | Highland Park              | Highland Park                   | Shirley Paine      | Pápai Erika         |
| 2013 |                            | And Now a Word from Our Sponsor | Karen Hillridge    |                     |
| 2013 |                            | HairBrained                     | Sheila Pettifog    |                     |
| 2014 | Grace: Monaco csillaga     | Grace of Monaco                 | Madge              | Kisfalvi Krisztina  |
| 2014 |                            | Ned Rifle                       | Fay Grim           |                     |
| 2015 | Abszurd alak               | Irrational Man                  | Rita Richards      | Bertalan Ágnes      |
| 2016 | Café Society               | Café Society                    | Rad Taylor         | Urbán Andrea        |
| 2016 |                            | The Architect                   | Drew               |                     |
| 2016 |                            | My Art                          | Angie              |                     |
| 2016 |                            | Mascots                         | Cindi Babineaux    |                     |
| 2017 |                            | Columbus                        | Eleanor            |                     |
| 2018 | Gyémánthajsza              | The Con Is On                   | Gina               | Kisfalvi Krisztina  |
| 2019 | Máshol                     | Elsewhere                       | Marie              | Németh Borbála      |
| 2023 | Amitől félünk              | Beau Is Afraid                  | Elaine Bray        |                     |
| 2024 |                            | Thelma                          | Gail               |                     |
| 2025 | Szülőtalálkozó             | The Parenting                   | Brenda             | Pálfi Kata          |